# Acronicta mansueta
Acronicta mansueta är en fjärilsart som beskrevs av John Bernhardt Smith 1897. Acronicta mansueta ingår i släktet Acronicta och familjen nattflyn. Inga underarter finns listade i Catalogue of Life.